# グランドスラム・アブダビ2018
グランドスラム・アブダビ2018は2018年10月27日から10月29日の3日間にわたって、アラブ首長国連邦のアブダビで開催された柔道の国際大会。　

## 大会結果

### 男子
| 階級        | 金                           | 銀                       | 銅                                                      |
| ----------- | ---------------------------- | ------------------------ | ------------------------------------------------------- |
| 60kg以下級  | アミラン・パピナシビリ       | フランシスコ・ガリゴス   | グスマン・キルギズバエフ シャラフディン・ルトフィラエフ |
| 66kg以下級  | バジャ・マルグベラシビリ     | エルラン・セリクジャノフ | ズミトリ・シェルシャン バールーフ・シュマイロフ         |
| 73kg以下級  | ラシャ・シャフダトゥアシビリ | アキル・ジャコヴァ       | ムサ・モグシコフ トミー・マシアス                       |
| 81kg以下級  | サギ・ムキ                   | マティアス・カス         | フランク・デ・ウィット ディダル・ハムザ                 |
| 90kg以下級  | ミハイル・イゴルニコフ       | トート・クリスティアーン | アレクサンダル・クコル ママダリ・メフディエフ           |
| 100kg以下級 | ピーター・パルチック         | エルマール・ガシモフ     | カール＝リヒャルト・フライ エフゲニース・ボロダフコ     |
| 100kg超級   | イナル・タソエフ             | ルカシュ・クルパレク     | ヘンク・フロル ユーリ・クラコベツキ                     |

### 女子
| 階級       | 金                             | 銀                         | 銅                                                |
| ---------- | ------------------------------ | -------------------------- | ------------------------------------------------- |
| 48kg以下級 | ムンフバット・ウランツェツェグ | ディストリア・クラスニキ   | パウラ・パレト リ・ヤナン                         |
| 52kg以下級 | オデッテ・ジュフリーダ         | マイリンダ・ケルメンディ   | チェルシー・ジャイルズ ギリ・コーヘン             |
| 57kg以下級 | ノラ・ジャコヴァ               | アナスタシア・コンキナ     | プリシラ・ネト ティムナ・ネルソン＝レヴィ         |
| 63kg以下級 | ユール・フランセン             | アンドレヤ・レシキ         | ティナ・トルステニャク カタリナ・ヘッカー         |
| 70kg以下級 | マルゴー・ピノ                 | ミリアム・ブトケライト     | ミヒャエラ・ポレレス ジョヴァンナ・スコッチマッロ |
| 78kg以下級 | フーシェ・ステーンハイス       | ナタリー・パウエル         | ベアタ・パツト 馬振昭                             |
| 78kg超級   | マリナ・スルツカヤ             | アン＝ファトゥマタ・ンベロ | イリーナ・キンゼルスカ カロリン・ヴァイス         |

### 各国メダル数
| 順 | 国・地域         | 金 | 銀 | 銅 | 計 |
| -- | ---------------- | -- | -- | -- | -- |
| 1  | ジョージア       | 3  | 0  | 0  | 3  |
| 2  | ロシア           | 2  | 1  | 1  | 4  |
| 3  | イスラエル       | 2  | 0  | 3  | 5  |
| 4  | オランダ         | 2  | 0  | 2  | 4  |
| 5  | コソボ           | 1  | 3  | 0  | 4  |
| 6  | フランス         | 1  | 1  | 1  | 3  |
| 7  | ベラルーシ       | 1  | 0  | 1  | 2  |
| 8  | イタリア         | 1  | 0  | 0  | 1  |
| 8  | モンゴル         | 1  | 0  | 0  | 1  |
| 10 | ドイツ           | 0  | 1  | 3  | 4  |
| 11 | アゼルバイジャン | 0  | 1  | 2  | 3  |
| 11 | カザフスタン     | 0  | 1  | 2  | 3  |
| 13 | イギリス         | 0  | 1  | 1  | 2  |
| 13 | スロベニア       | 0  | 1  | 1  | 2  |
| 15 | ベルギー         | 0  | 1  | 0  | 1  |
| 15 | チェコ           | 0  | 1  | 0  | 1  |
| 15 | スペイン         | 0  | 1  | 0  | 1  |
| 15 | ハンガリー       | 0  | 1  | 0  | 1  |
| 19 | 中国             | 0  | 0  | 2  | 2  |
| 20 | アルゼンチン     | 0  | 0  | 1  | 1  |
| 20 | オーストラリア   | 0  | 0  | 1  | 1  |
| 20 | オーストリア     | 0  | 0  | 1  | 1  |
| 20 | キルギス         | 0  | 0  | 1  | 1  |
| 20 | ラトビア         | 0  | 0  | 1  | 1  |
| 20 | ポーランド       | 0  | 0  | 1  | 1  |
| 20 | セルビア         | 0  | 0  | 1  | 1  |
| 20 | スウェーデン     | 0  | 0  | 1  | 1  |
| 20 | ウズベキスタン   | 0  | 0  | 1  | 1  |

## 大会開催の経緯
2015年と2017年の今大会でイスラエル選手団はIJFの名の下での参加を余儀なくされて、国旗の表示や国歌の演奏がなされることはなかった(グランドスラム・アブダビ2015#トラブル及びグランドスラム・アブダビ2017#トラブルの項を参照のこと)。2018年7月にIJFはグランドスラム・アブダビとグランプリ・チュニスに対して、政治によるスポーツへの不干渉の原則に鑑みて、イスラエルの選手を他の国同様、平等に扱うように要求したものの明確な回答が得られなかったために、今後に予定されていた両大会の延期を発表した。しかし、9月になってアブダビ当局がイスラエルを含めた全ての国を平等に扱うと通達してきたため、キャンセルになっていたグランドスラム・アブダビ大会が当初の予定通り10月に開催されることになった。
今大会の81㎏級決勝で、イスラエルのサギ・ムキがベルギーのマティアス・カスを技ありで破って優勝したことにより、UAEでは初めてとみられるイスラエルの国歌が演奏された。続いて100kg級でもピーター・パルチックが優勝した。試合後にムキは、「もはやイスラエルの選手であることを隠す必要はない。とてもうれしい」とコメントした。また、今大会にはイスラエルのスポーツ・文化大臣であるミリ・レジェブも会場を訪れており、81㎏級の表彰式ではプレゼンターとしてムキに金メダルを授与した。一方、81㎏級の準決勝で世界チャンピオンであるイランのサイード・モラエイがカスと対戦するも、開始早々に左足首を挫いたとして棄権負けになった。しかし、IJFからは今回の一件が決勝でムキとの対戦を避けるためのモラエイによる虚偽申告だと判断されることはなかった。

## 外部サイト
- Grand Slam Abu Dhabi